# San Jerónimo, Guerrero
San Jerónimo är en ort i Mexiko.   Den ligger i kommunen Tlacoachistlahuaca och delstaten Guerrero, i den sydöstra delen av landet, 290 km söder om huvudstaden Mexico City. San Jerónimo ligger 871 meter över havet och antalet invånare är 824.
Terrängen runt San Jerónimo är huvudsakligen kuperad. San Jerónimo ligger uppe på en höjd. Runt San Jerónimo är det ganska glesbefolkat, med 26 invånare per kvadratkilometer. Närmaste större samhälle är Tlacoachistlahuaca, 9,8 km sydost om San Jerónimo. I omgivningarna runt San Jerónimo växer huvudsakligen savannskog.